# 喬爾諾普拉托韋
51°22′54″N 33°10′29″E / 51.38167°N 33.17472°E
黑普拉托韋（烏克蘭語：Чорноплатове）是位於烏克蘭東北部的村莊，由蘇梅州科諾托普區的波皮夫卡市鎮負責管轄。該村處於謝伊姆河右岸，距離普里謝伊米維亞1公里，海拔高度127米，2001年人口532。